# Starosubchangulovo
Starosubchangulovo (in russo Старосубхангулово?; in baschiro Иҫке Собханғол) è un villaggio della Russia europea orientale, situato nella Repubblica autonoma della Baschiria; appartiene al rajon Burzjanskij, del quale è il centro amministrativo.
Il villaggio si trova sul fiume Belaja.